# Колмен
Колмен (фр. Colmen) насеље је и општина у североисточној Француској у региону Лорена, у департману Мозел која припада префектури Буле Мозел.
По подацима из 2011. године у општини је живело 215 становника, а густина насељености је износила 44,61 становника/km². Општина се простире на површини од 4,82 km². Налази се на средњој надморској висини од 234 метара (максималној 267 m, а минималној 208 m).

## Демографија
| 1962. | 1968. | 1975. | 1982. | 1990. | 1999. | 2011. |
| ----- | ----- | ----- | ----- | ----- | ----- | ----- |
| 209   | 220   | 235   | 188   | 196   | 209   | 215   |

График промене броја становника у току последњих година